# Francisco da Mãe dos Homens Anes de Carvalho
Francisco da Mãe dos Homens Anes de Carvalho, OAD (Évora, 24 de setembro de 1780 - Évora, 3 de dezembro de 1859) foi um prelado português.

## Biografia
Ingressou cedo na vida eclesiástica, tendo sido frade agostinho. Destacou-se por ser orador e inflamado patriota, partidário do Liberalismo. O seu carácter liberal esteve na origem da sua escolha para Vigário Capitular da Diocese de Beja e, mais tarde, da sua nomeação para Arcebispo de Évora, onde entrou solenemente em Junho de 1846. A sua chegada a Évora, após a morte, no exílio, do anterior arcebispo, pôs termo a um longo período de 23 anos, durante os quais os prelados, por diversas razões estiveram ausentes da Arquidiocese. Do seu govero destacam-se a restauração do Seminário Arquidiocesano, em 1850 e a reforma do Cabido.
1. ↑  «Francisco da Mãe dos Homens Anes de Carvalho» (em inglês)